# Tidningar i Norr
Tidningar i Norr AB är en tidningskoncern som ger ut nyhetstidningarna Västerbottningen, Västerbottens Mellanbygd, Lokaltidningen och Nordsverige. Koncernen har sitt huvudkontor i Umeå.
Majoritetsägare är VK Media AB.